# Менні Калонзо
Менні Калонзо — прихильник охорони навколишнього середовища. За сприяння Коаліції з екологічних відходів Філіппін (EcoWaste), в якій він був їхнім колишнім президентом і радником, він відповідав за закон уряду Філіппін про національну заборону свинцевої фарби (кульмінація у 85% свинцевої сертифікованої фарби існує з 2017 року) та створення сторонньої програми сертифікації для виробників фарб. Його антитоксична кампанія поширювалася на інші речовини у взутті, які потенційно знижували фертильність у чоловіків і завдавали шкоди плоду. У 2018 році він був одним із семи лауреатів та лауреаток міжнародної екологічної премії Goldman — через десять років після того, як він розпочав свою національну кампанію — що призвело до захисту мільйонів філіппінських дітей. Калонзо є консультантом глобальної кампанії з ліквідації свинцевої фарби в Міжнародній мережі з ліквідації стійких органічних забруднювачів.